# 世にも奇妙な物語 夏の特別編 (2020年)
『世にも奇妙な物語 夏の特別編』（よにもきみょうなものがたり なつのとくべつへん）は、2020年7月11日（土曜日）21:00 - 23:10にフジテレビの「土曜プレミアム」で放送された『世にも奇妙な物語』の特別編。
当初は『世にも奇妙な物語 '20春の特別編』として同年5月23日に放送予定だったが、新型コロナウイルスの影響を受け延期となり、「夏の特別編」として放送された。世にも奇妙な物語シリーズ生誕30周年記念作品。

## しみ
あらすじ
クリーニング店のひとり娘である三浦あずさは、ある日クリーニング店を訪れた黒ずくめの女からシャツに着いたチョコレートのしみを抜いてほしいと依頼される。チョコレートのしみならすぐに取れるだろうと思っていたが、これがなかなか取れない。それどころか次第にしみが人間の顔に変化するようになり、あずさの父親である五郎が突然亡くなってしまう。五郎が亡くなった時の様子が明らかにおかしいと気づいたあずさに問い詰められた母親の康子は、かつて五郎が友人を助けるために殺人を犯したことを隠していたことを打ち明ける。やがてあずさもその事件に深く関わっていたことを知ることになる。
キャスト
- 三浦あずさ - 広瀬アリス[5]
- 三浦五郎 - 宮川一朗太
- 三浦康子 - 山口香緒里
- 七峰周平 - 隈部洋平
- 謎の女 / 看護師 - 関めぐみ
- 矢田部 - 木川淳一
- 男性 / 研修医 - 濱正悟
- 幼少期のあずさ - 太田結乃
- ラジオの声 - 中嶋将平

スタッフ
- 脚本 - 諸橋隼人
- 編成企画 - 渡辺恒也、狩野雄太
- プロデュース - 小林宙、中村亮太
- 演出 - 植田泰史

## 3つの願い
あらすじ
絶世の美女と噂の妻である貴美子と食事を摂っていた若林和也は突然貴美子を見失ってしまう。和也からの通報を受けた警察が捜査を開始した途端に自宅の電話が鳴り響き、犯人が妻を誘拐し5億円を要求したようだ。その後、警察が夫である和也から事情聴取をするが、和也が妻である貴美子の情報、つまり旧姓や出身地などの情報を全く持ち合わせていなかったことが判明する。警察の目が一気に和也に向いた中で、和也は突然5年前に発見したランプとそれに纏わる奇妙な出来事を語り出した。
キャスト
- 若林和也 - 伊藤英明[6]
- 山口英二 - 松角洋平
- 野島新一郎 - 宮崎秋人
- 浦田哲也 - 斎藤陸
- 松山楓 - 鮎川桃果
- 日比野篤 - 赤川千尋
- 織部秋人 - 伊原農
- 佐藤学 - 三村和敬
- 峰岸亜紀 - 山口詩史
- 刑事A - 堀池直毅
- 店長 - 中田敦夫
- 佐藤の彼女 - 密照幸映
- 若林貴美子 - 沢井美優
- 魔人 - 滝藤賢一

スタッフ
- 脚本 - 荒木哉仁
- 編成企画 - 渡辺恒也、狩野雄太
- プロデュース - 小林宙、中村亮太
- 演出 - 河野圭太

## 燃えない親父
あらすじ
キャリアウーマンの女医である松田春香は亡くなった父親の火葬を行うために家族と共に火葬場を訪れていた。これから大事な見送りをしなければならないという時に、携帯電話で仕事の指示を飛ばす姉の様子を見ていた弟の光一は快く思わなかった。しかし、いざ父親の遺体を火葬しようとしても遺体が全く燃えないのだ。棺に入った他の物は燃え尽きたというのに何故か父親の遺体だけがそのまま残されていた。火葬場職員から「お父さんに何か心残りがあるのではないか」と指摘された春香たちはその“心残り”が何なのかを懸命に探ろうとする。その“心残り”を解決したと思って再度遺体を焼こうとしてもやはり父親の遺体は燃えてくれない。父親の火葬を諦めた春香は病院に戻るが、やがて、春香の人生に大きく関わることになる秘密が明らかとなる。
キャスト
- 松田春香〈32〉 - 杏[7]（高校時代：其原有沙）
- 松田光一〈27〉 - 松下洸平[7]（高校時代：萩原壮志）
- 松田悦子〈28〉 - 森矢カンナ
- 松田トシ〈85〉 - 山本道子
- 松田茉莉花 - 小出ミカ
- 松田徹〈65〉 - 山田明郷
- ジャスミン - 三浦誠己、マリア・コリコ、ダニエラ・タカダ、ジョアンニ・オオイシ
- 鬼瓦 - 皆川猿時
- 田中みな実 - 本人

スタッフ
- 脚本 - 坂本絵美
- 編成企画 - 渡辺恒也、狩野雄太
- プロデュース - 小林宙、中村亮太
- 演出 - 河野圭太

## 配信者
あらすじ
情報番組のADとして働いている赤城良太は、ADとしてこき使われているのが気に入らず、憂さ晴らしとばかりに立場を利用してつまらないネタをSNSで生配信している。しかし、たかがADの羅列のない文句ばかり並べられた生配信に対してアクセスが伸びるはずもなく、毎回痛烈なコメントが並べられている。するとそんなある日、知らない人間から「バズるネタを教えようか」というコメントとともにURLが赤城の元に届く。何気なしにURLをクリックすると、そこに映し出されたのはまさに自分が勤めているテレビ局の地下駐車場。気持ちが整わぬままにその映像を観ていると、正に今、生配信を行っている人間が包丁を持って警備員に襲いかかっていた。さらにこの生配信を行っている当事者が自分のところに近づきつつあることを知った赤城は急いで逃げようと試みる。
キャスト
- 赤城良太 - 白洲迅[8]
- 配信者 - 金原泰成
- 安永和臣 - 大宮将司
- 警備員 - 横堀秀樹

スタッフ
- 脚本 - 荒木哉仁
- 編成企画 - 渡辺恒也、狩野雄太
- プロデュース - 小林宙、中村亮太
- 演出 - 淵上正人